# Formule E

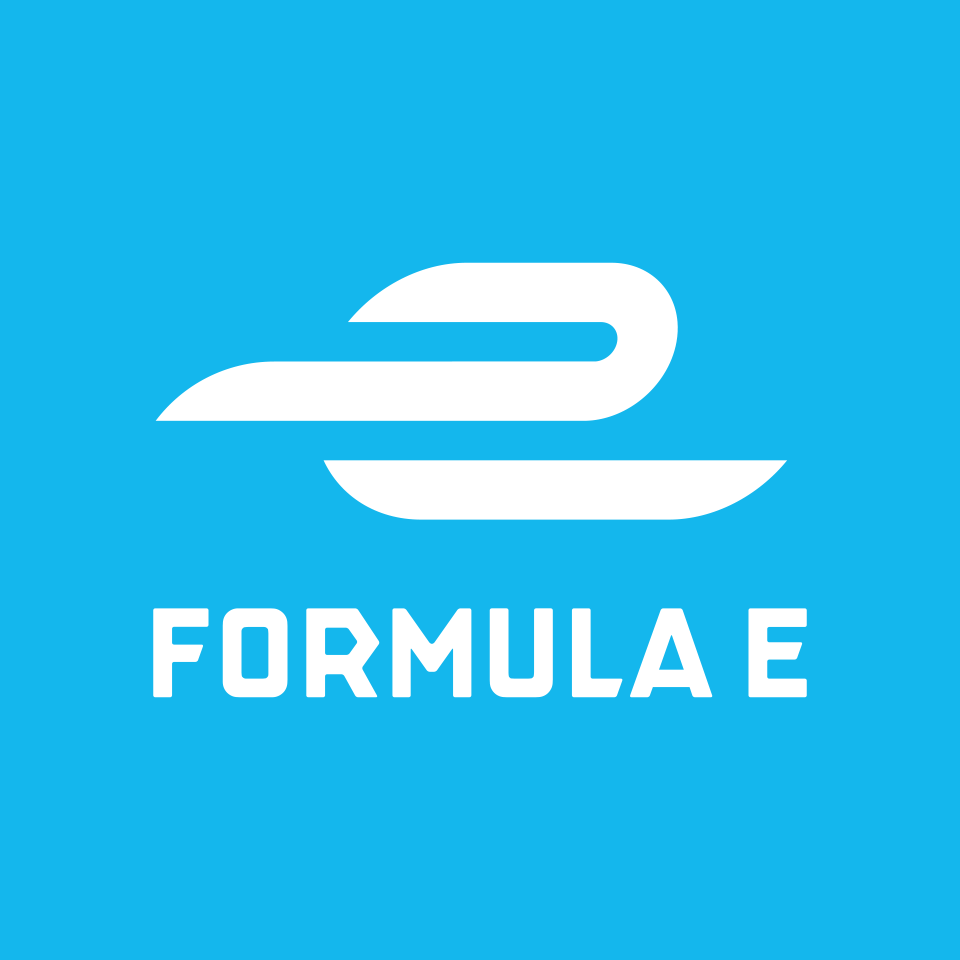
Formule E logo

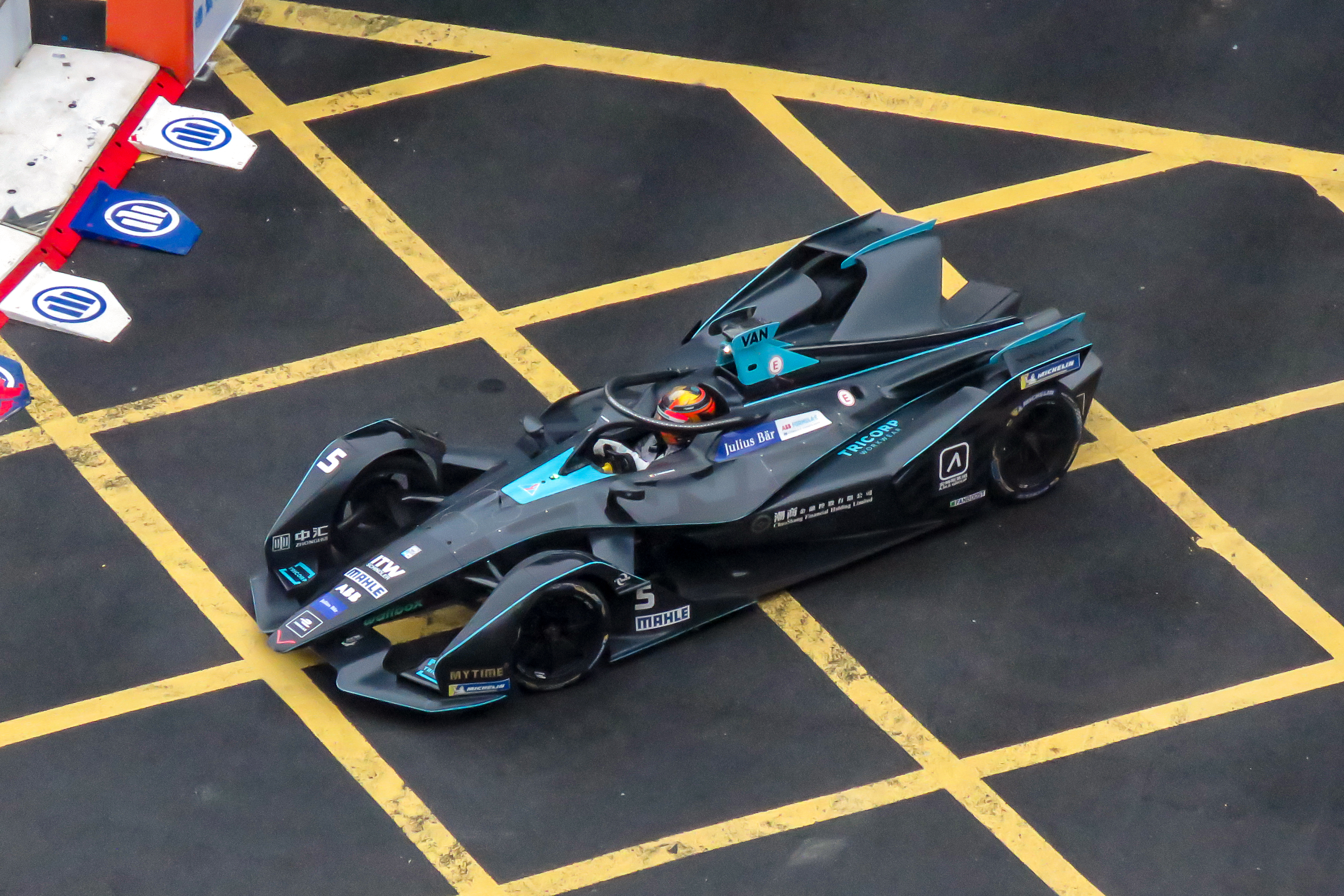
Monopost Formule E v roce 2019

Formule E (oficiálně ABB FIA Formula E World Championship) je série závodů monopostů poháněných výhradně elektricky, založená v roce 2014, přičemž koncept šampionátu byl zveřejněn již v roce 2011. Závody jsou pořádány pod záštitou Mezinárodní automobilové federace (FIA), od roku 2021 je v této sérii vyhlašován mistr světa.

## Vůz

### Spark-Renault SRT_01E ("Vůz Gen1")
Od první sezóny šampionátu jsou vozy jednotné, tedy všechny týmy závodí se stejnými vozy. Úmyslem do budoucích let je možnost každého týmu stavět svůj vlastní stroj, ale zatím k tomuto rozhodnutí nedošlo. 
V první sezóně jednotný vůz postavila francouzská firma Spark Racing Technologies pod názvem Spark-Renault SRT 01E, přičemž monopost byl výsledkem desetiměsíční kooperace mezi firmami Dallara (která navrhla šasi), McLaren (který dodal motor – stejný, jaký je použit v hypersportovním voze McLaren P1), Hewland (dodavatel pětistupňové převodovky), Williams (baterie) a Renault. Akumulátor však nedokázal vydržet po celou délku závodu a jezdci museli po vybití přesedat do druhého auta, což vzbudilo velkou kritiku vůči sérii. První vozy Formule E měly výkon nejméně 250 mechanických koňských sil (190 kW) a byly schopné zrychlit z 0 na 100 km/h za 3 sekundy, maximální rychlost dosahovala 225 km/h. Generátory pro dobíjení baterií byly poháněny glycerinem, vedlejším produktem výroby bio-dieselu.

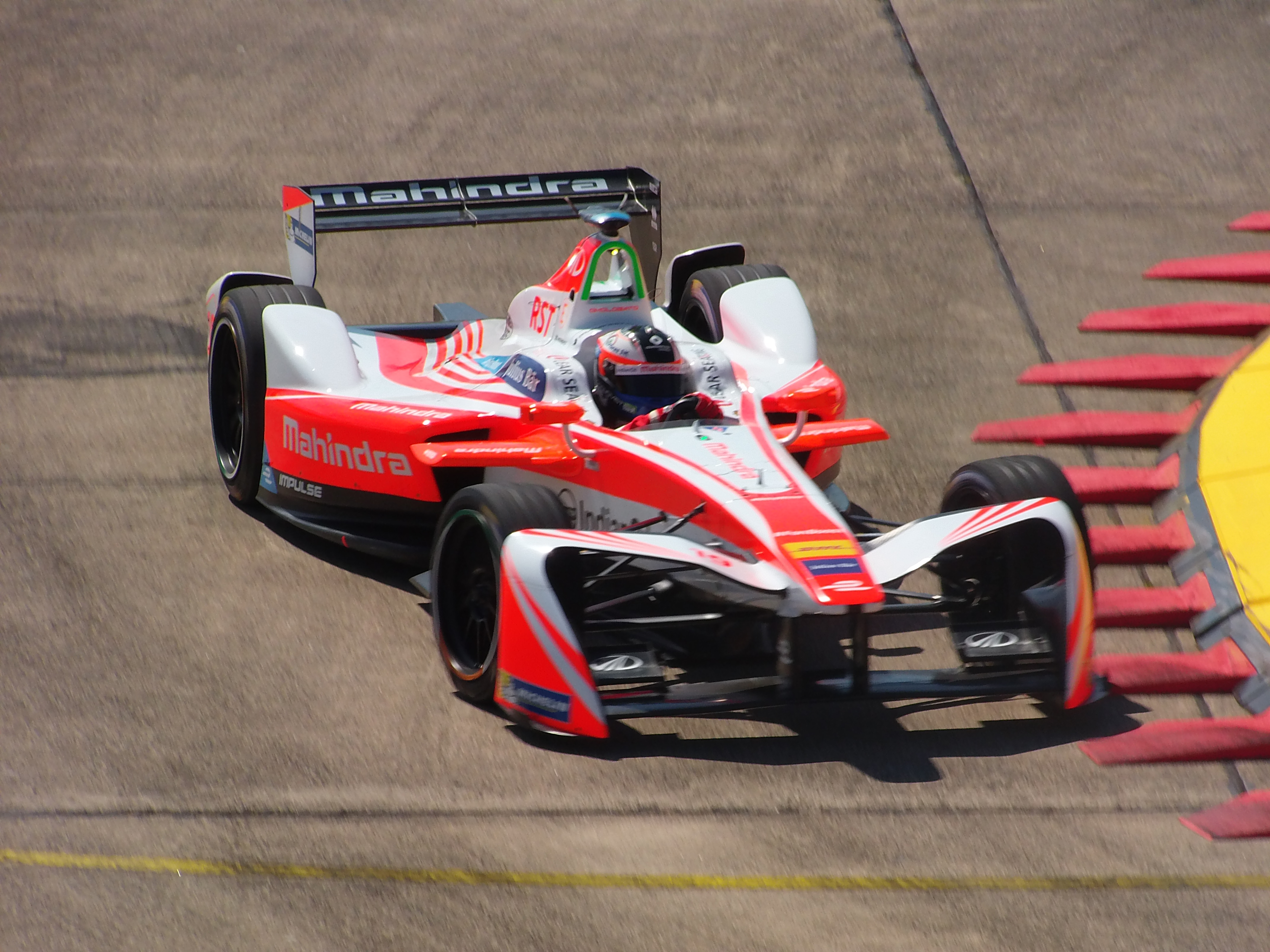
Felix Rosenqvist at the 2017 Berlin ePrix, showing the updated season-3 spec front wing

Od druhé sezóny si však mohly týmy vyvíjet vlastní pohonné jednotky, invertor, převodovku a chlazení; společné zůstaly šasi a baterie. Pro třetí navrhla Dallara nový nos vozu s dvojitým předním křídlem, za účelem vizuální odlišnosti od jiných sérií. 

### Spark SRT05e ("Vůz Gen2")

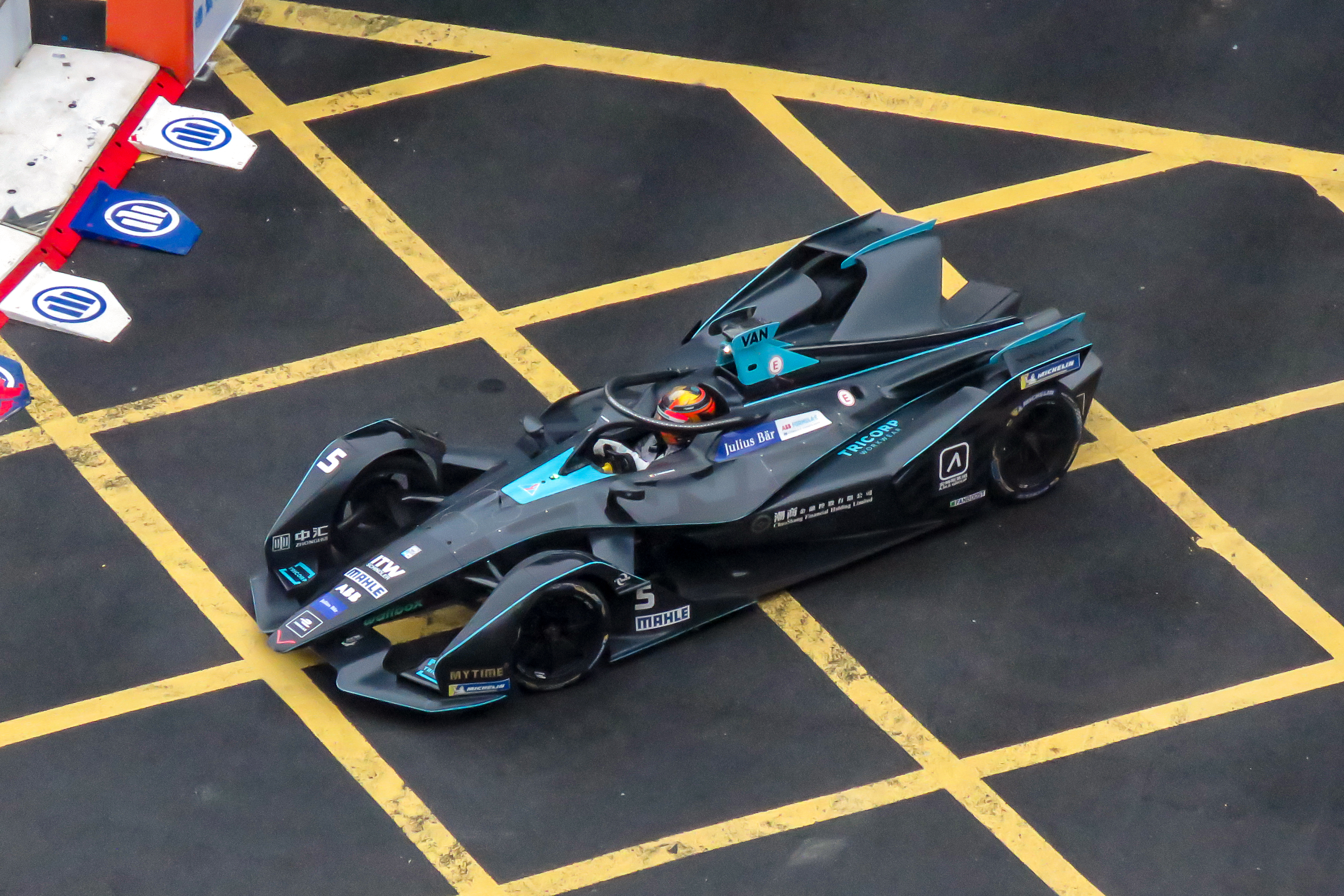
Stoffel Vandoorne driving a Gen2 Formula E car at the 2019 Hong Kong ePrix

Od sezóny 2018/19 je využívána druhá generace šasi s názvem Spark SRT05e, někdy též označována jako "vůz Gen2". Vůz je značným vylepšením předchozí generace – baterie má kapacitu 54 kWh, výkon vzrostl z 200 kW na 250 kW a maximální rychlost na 280 km/h. Nová technologie zároveň znamenala konec výměnám vozů uprostřed závodů. Výhradním dodavatelem brzd bylo Brembo. Nové vozy také obsahovaly bezpečnostní systém zvaný "halo", který chrání hlavu jezdce před nárazem do letících objektů při nehodách. Pneumatiky dodávala společnost Michelin.

### Formula E Gen3 ("Vůz Gen3")
Nový vůz s názvem Formula E Gen3 byl uveden při ePrix Monaka 2022, používá se od sezóny 2022/23. Výkon vzrostl na 350 kW v kvalifikaci a 300 kW v závodě; rekuperace je povolaná na přední (250 kW) i zadní ose (350 kW), rekuperační brzdění může vytvořit až 40 % celkové energie použité během závodu.  Baterie bude také možno dobíjet při zastávce v boxech.
Odhadovaná maximální rychlost je 322 km/h, rozvor byl snížen z 3100 mm na 2970 mm a hmotnost byla také snížena na 760 kg.  Výrobcem šasi zůstala firma Spark Racing Technology, která dodává i přední nápravu, Williams Advanced Engineering je výrobcem baterií a dodavatelem pneumatik je společnost Hankook.

### Formula E Gen4 ("Vůz Gen4")
Vývoj nového vozu, označovaného Gen4, již probíhá a záměrem je využívání nového vozu od 13. sezóny Formule E, tedy sezóny 2026/27.

## Formát
V sezóně Formule E se jezdí okolo 12-16 závodů, ve kterých získávají body jezdci, jejich týmy a výrobci technologií. Závodní víkend sestává z volných tréninků, kvalifikace a závodu; vybrané víkendy obsahují dva závody, tedy všechny části programu se odehrají v každém dni závodního víkendu.
Pro kvalifikaci se nejprve jezdecké pole rozřadí do skupin A a B střídavě dle aktuálního pořadí v šampionátu. Čtyři nejrychlejší z každé skupiny postupují do vyřazovacích bojů: z 8 nejrychlejších se systémem play-off vytříbí držitel pole position pro závod.
Závod se jede na předepsaný počet kol, přičemž je možné přidat kola jako kompenzaci za dobu strávenou na safety carem. 
Bodování závodů je založeno na oficiálním bodovacím systému FIA (tedy podobné jako ve Formuli 1), přičemž za pole position jsou navíc udělovány 3 body a za nejrychlejší kolo v závodě 2 body (v první a druhé sezóně), od třetí sezóny se však FIA rozhodla udělit jen jeden bonusový bod. Jezdec (resp. tým) s nejvyšším počtem bodů na konci sezóny, se stává mistrem světa. Pro zisk bodu za nejrychlejší kolo je nutné dokončit závod mezi prvními 10 jezdci v cíli: pokud nejrychlejší kolo získá jezdec mimo první desítku, pak tento bod získá jezdec, který je držitelem nejrychlejšího času z těch, kteří v první desítce dokončili závod.

## Jezdci
Seriálu se mj. účastní i mnoho bývalých pilotů Formule 1 – v minulosti jimi byli Jaime Alguersuari, Karun Chandhok, Bruno Senna, Jérôme d'Ambrosio, Felipe Massa, Brendon Hartley, Jarno Trulli, Nick Heidfeld, Charles Pic, Takuma Sató a Nelson Piquet, Jr.. V aktuální sezóně jsou mezi jezdci např. Pascal Wehrlein, Sébastien Buemi, Lucas di Grassi, Stoffel Vandoorne, Nyck de Vries.

## Okruhy
Pro lepší propagaci a divácký zájem se závody konají zejména na městských okruzích, nechybí ani slavné Monte Carlo. Délka tratě je od 1,8 do 3,4 kilometrů, na kterých jezdci absolvují okolo 50 kol tak, aby závod trval okolo 1 hodiny. 
Na trati je vždy vyznačena jedna speciální zóna pro "útočný mód", který jezdec aktivuje projetím zóny; do této zóny musí jezdec během závodu nejméně dvakrát, přičemž spolu s týmem si může rozhodnout o tom, jak dlouho má daný útočný mód trvat. Nejčastějším modelem je 8 minut útočného módu během závodu, který si jezdec rozděluje systémem 6+2, 4+4 nebo 2+6 minut po aktivaci projetím zóny.

## Sezóny

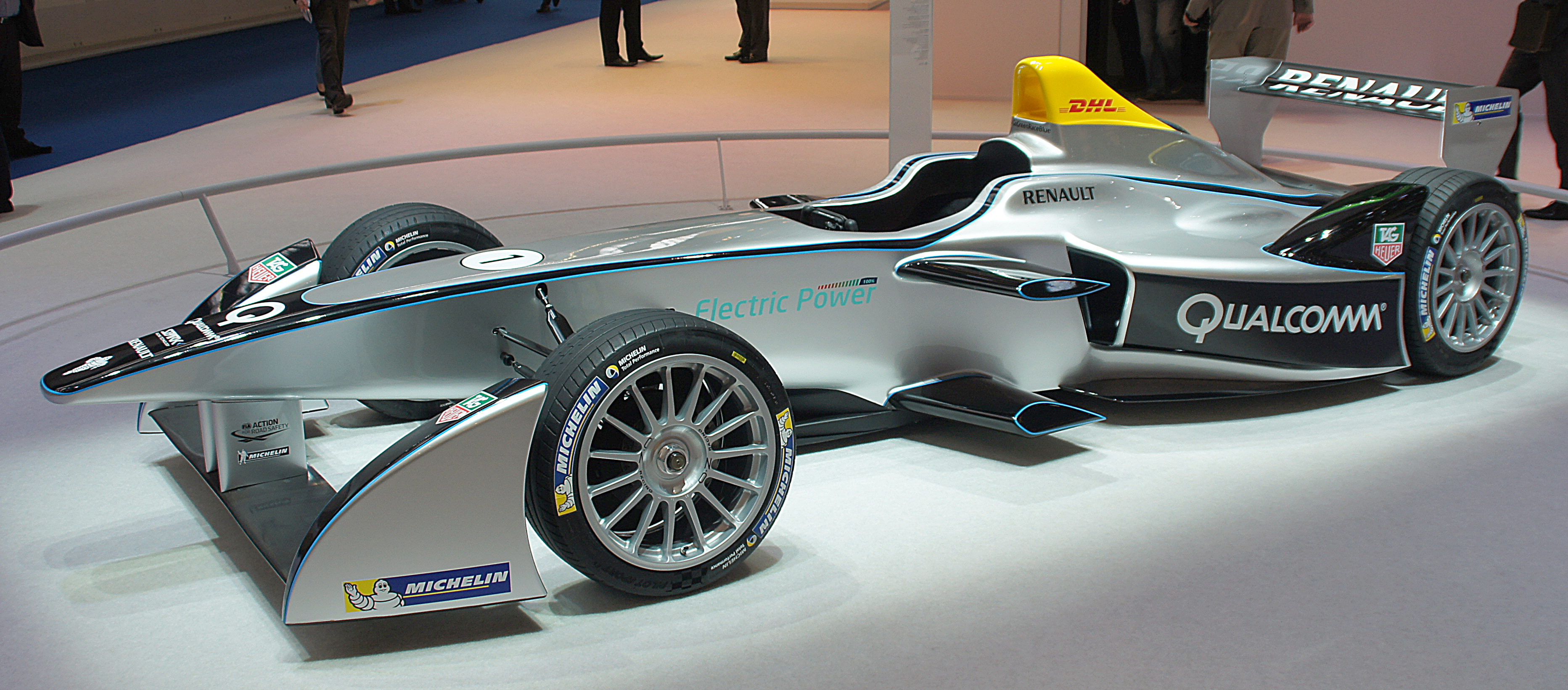
Monopost Spark-Renault SRT 01E pro závody FIA Formula E, představený na Frankfurt Motor Show 2013

### 2014/15
V první sezóně Formule E se odjelo 11 závodů, od září 2014 do června 2015. První závod 13. září 2014 vyhrál Lucas di Grassi, když v posledním kole spolu havarovali Nicolas Prost a Nick Heidfeld.
Mistrem světa se stal Nelson Piquet Jr. o jediný bod před Sébastienem Buemim. Mezi týmy zvítězil e.dams Renault.
Zajímavostí bylo, že v 11 závodech se radovalo 7 různých vítězů: Buemi, Bird, Piquet Jr., da Costa, Prost, d'Ambrosio a Di Grassi.

### 2015/16
V druhé sezóně od října 2015 do července 2016 bylo v kalendáři Formule E 10 závodů v 9 městech. Mistrem světa se stal Sébastien Buemi o 2 body před Lucasem Di Grassim, a to díky zajetí nejrychlejšího kola v posledním závodě sezóny. Vítězství mezi týmy obhájil e.dams Renault.

### 2016/17
Třetí sezóna Formule E probíhala od října 2016 do července 2017. Mistrem se stal Lucas Di Grassi před Buemim a nováčkem Felixem Rosenqvistem. e.dams Renault úspěšně znovu obhájil pozici nejlepšího týmu.

### 2017/18
Čtvrtá sezóna Formule E se skládala ze 12 závodů od prosince 2017 do července 2018, účastnilo se jí 10 týmů a 26 jezdců. Vítězem mezi jezdci se stal Francouz Jean-Éric Vergne se 198 body, který za sebou nechal di Grassiho a Sama Birda. Mezi týmy získal titul tým Audi Sport ABT Schaeffler, který o pouhé 2 body porazil Techeetah.

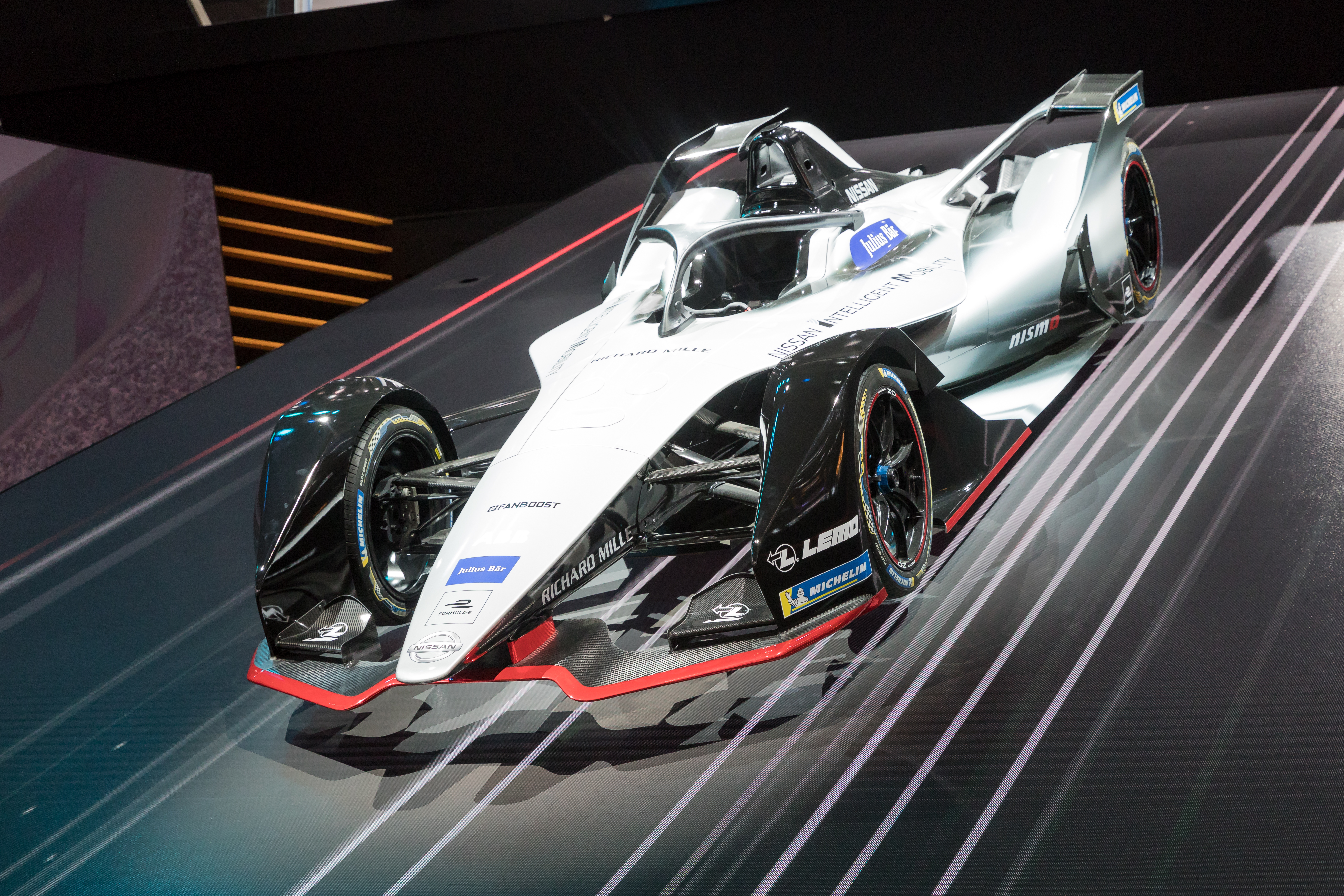
Druhá generace Formule E představená v březnu 2018 pod názvem Spark SRT 05e

### 2018/19
Pátá sezóna probíhala od prosince 2018 do července 2019, účastnilo se jí 11 týmů a 24 jezdců. Nejvýznamnější změnou byl nový monopost. Poté, co se první 4 sezóny od Formule E 2014/15 využíval Spark-Renault SRT 01E, byl pro tuto sezónu představen nový stroj Spark-Renault SRT05e stejného výrobce Spark Racing Technology. Zároveň se změnily pravidla délky závodu: z fixního počtu kol se systém změnil na 45 minut plus jedno kolo.
Do šampionátu se zapojila se svou pohonnou jednotkou i automobilky BMW, Nissan a DS Automobiles.
ePrix Hongkongu 2019 byla 50. závodem v historii Formule E. Tituly získali Jean-Éric Vergne, který se tak stal prvním jezdcem s více než jedním titulem, a tým Techeetah.

### 2019/20

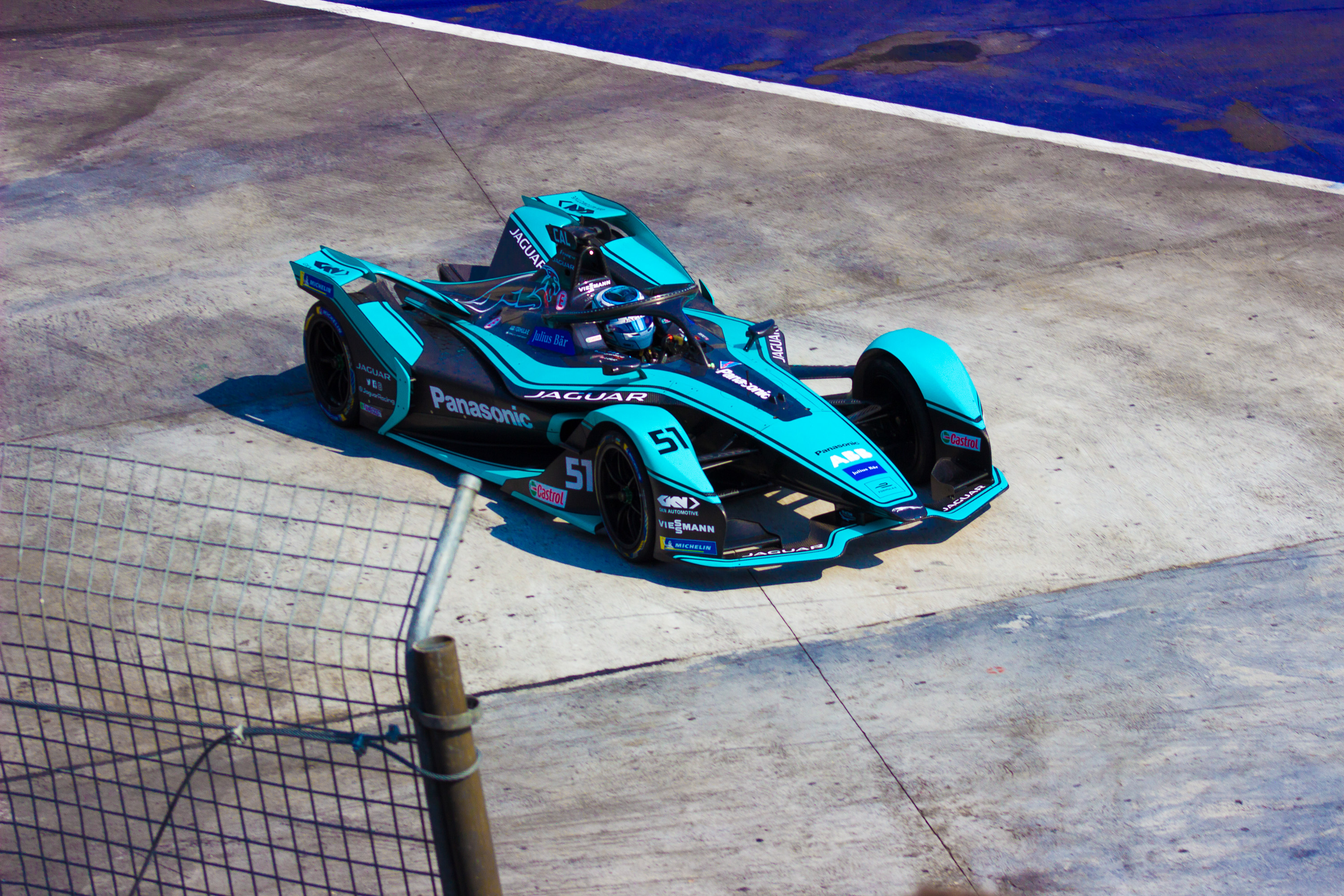
Monopost týmu Panasonic Jaguar Racing

Od šesté sezóny se zapojily se svými motory i Mercedes-Benz a Porsche.
Šampiónem se v sezóně poznamenané pandemii covidu-19 stal António Felix da Costa před Stoffelem Vandoornem a Jeanem-Éricem Vergnem. Mezi týmy obhájil titul tým Techeetah.

### 2020/21
Mezinárodní automobilová federace uznala životaschopnost a oblíbenost série, a tak je od této sezóny vítěz označován jako mistr světa. Původně se měl v této sezóně objevit inovovaný vůz Gen2EVO, ale vinou pandemie bylo jeho použití odloženo.
Prvním mistrem světa se stal Nyck de Vries závodící za Mercedes, a to před Edoardem Mortarou a Jakem Dennisem. Sezóna, která byla kvůli protiepidemickým opatřením posunuta až do kalendářního roku 2021, se vyznačovala velkou vyrovnaností – před posledním závodem mělo alespoň matematickou šanci na titul 13 jezdců. Mercedes mezi týmy získal týmové vítězství již ve své druhé sezóně ve Formuli E.
Na začátku sezóny oznámily automobilky BMW a Audi, že po konci sezóny opustí šampionát se svými továrními týmy, ale byly stále dodavateli pohonných jednotek jiných týmů (Andretti Autosport a Envision Racing) i pro sezón 2021/22.

### 2021/22
Osmá sezóna Formule E byla zahájena v lednu 2022 závody na saúdskoarabském okruhu Ad-Diriyah v Rijádu. V pravidlech došlo ke změně ohledně safety caru: namísto ubírání energie z vozů se prodlužovaly závody; za každou celou minutu za safety carem bylo k závodu přidáno 45 sekund. Výkon vozů byl navýšen na 250 kW i pro závod.
Mistrem světa mezi jezdci se stal Stoffel Vandoorne, mezi týmy obhájil titul Mercedes-EQ.

### 2022/23
Devátá sezóna znamenala nový vůz Gen3. Zároveň se ve startovním poli objevily nově týmy McLaren a Maserati a také staronově Abt Sportsline pod značkou Cupra Racing. Délka závodů, označovaná časem, byla změněna na pevný počet kol + za jízdu na safetycarem se nově nepřidávaly sekundy k závodu, ale také rovnou celá kola.
Vůz Gen3 měl umožňovat rychlé nabíjení baterie v boxech, což mohlo znamenat návrat zastávek v boxech; kvůli problémům s bateriemi byla tato část závodů odložena na budoucí neurčito. Byly také zavedeny speciální testovací dny pro méně zkušené nebo mladé jezdce.
Tituly mistra světa získali Jake Dennis (z týmu Avalanche Andretti) mezi jezdci a Envision Racing mezi týmy.

### 2023/24
Desátá sezóna Formule E se odehrála v období ledna až července 2024, celkem se jednalo o 16 závodů na 10 okruzích. Poprvé byla zavedena i soutěž výrobců technologií jako samostatné hodnocení vedle jezdců a týmů. Do kalendáře se dostal historicky první závod organizovaný v ulicích japonského Tokia.
Mistry světa se stali Pascal Wehrlein (Porsche Formula E Team), tým Jaguar Racing mezi týmy a Jaguar jako dodavatel technologie.

### 2024/25
Jedenáctá sezóna Formule E má v kalendáři 16 závodů na 10 lokacích v období prosince 2024 až července 2025; vrací se tak zpět rozdělení sezóny mezi dva kalendářní roky (naposledy se tak stalo v sezóně 2019/20). Nově se pojede na tratích v Miami a Džiddě, vrací se ePrix Jakarty a v Tokiu se pojedou dva závody. Do šampionátu se nově zapojí značky Lola a Yamaha.